# Мур, Робин
Роберт Лоуэлл «Робин» Мур (англ. Robert Lowell "Robin" Moore, Jr, 31 октября 1925 — 21 февраля 2008) — американский писатель, ветеран войны. Его официальная история «Зеленых беретов» была американским бестселлером. Он автор множества книг в жанре документального романа, включая «Французский связной», который явился основой оскароносного одноимённого фильма.
Артур Хейли своим литературным предшественником считал Робина Мура.